# Municipio de Norman (Illinois)
El municipio de Norman (en inglés: Norman Township) es un municipio ubicado en el condado de Grundy en el estado estadounidense de Illinois. En el año 2010 tenía una población de 308 habitantes y una densidad poblacional de 6,81 personas por km².

## Geografía
El municipio de Norman se encuentra ubicado en las coordenadas 41°18′47″N 88°31′35″O / 41.31306, -88.52639. Según la Oficina del Censo de los Estados Unidos, el municipio tiene una superficie total de 45.25 km², de la cual 43,36 km² corresponden a tierra firme y (4,19 %) 1,9 km² es agua.

## Demografía
Según el censo de 2010, había 308 personas residiendo en el municipio de Norman. La densidad de población era de 6,81 hab./km². De los 308 habitantes, el municipio de Norman estaba compuesto por el 98,38 % blancos, el 0,32 % eran afroamericanos, el 0,97 % eran amerindios y el 0,32 % eran de una mezcla de razas. Del total de la población el 1,3 % eran hispanos o latinos de cualquier raza.